# Jaya Prada
Jaya Prada (née Lalitha Rani le 3 avril 1957) est une parlementaire et une actrice indienne. Surnommée la diva, elle est l'une des actrices les plus emblématiques et influentes des industries cinématographiques télougou et du cinéma indien, de la fin des années 1970, au début des années 1990. Jaya Prada a reçu trois Filmfare Awards et a joué dans de nombreux films telougou et hindi ainsi que dans plusieurs films tamoul, malayalam, kannada, bengali et marathi. Elle quitte l'industrie cinématographique, au sommet de sa carrière, et rejoint le Telugu Desam Party (en) (TDP) en 1994 et entre en politique. Elle est membre du parlement (MP) de Rampur, de 2004 à 2014. Beaucoup la considèrent comme le plus beau visage du cinéma indien, à l'instar du maestro Satyajit Ray qui l'a qualifiée de « plus beau visage de l'écran indien ».

## Jeunesse
Jaya Prada est née Lalitha Rani le 3 avril 1957 à Rajahmundry, dans l'État d'Andhra Pradesh en Inde. Son père, Krishna Rao, est un financier de films télougous. Sa mère, Neelaveni, est femme au foyer. La jeune Lalitha fréquente une école de langue télougou à Rajahmundry et est inscrite très tôt à des cours de danse et de musique.

## Carrière au cinéma
Lorsque Jaya Prada est adolescente, elle exécute une danse lors de la cérémonie annuelle de son école. Un réalisateur présent dans le public lui propose un numéro de danse, de trois minutes, dans le film télougou Bhoomi Kosam (en).  Elle hésite, mais sa famille l'encourage à accepter. Elle n'est payée que 10 roupies pour son travail dans le film, mais les rushes de ces trois minutes de film sont montrés aux grandes figures de l'industrie cinématographique télougou. De grands réalisateurs lui proposent des rôles principaux dans des films de qualité, et elle les accepte. Elle devient une immense star, en 1976, avec des films à succès. 
Le film en noir et blanc Anthuleni Katha (en) (1976) du réalisateur Kailasam Balachander met en valeur ses talents dramatiques. Le film en couleur Siri Siri Muvva (en) (1976) de Kasinadhuni Viswanath (en) la présente dans le rôle d'une jeune fille muette avec d'excellents talents de danseuse. Son rôle titre de Sītā dans le film mythologique, à gros budget, Seetha Kalyanam (en) confirme sa polyvalence. En 1977, elle joue dans Adavi Ramudu (en), qui bat des records au box-office et cimente définitivement son statut de star. La chanson Aaresukoboyi Paresukunnanu interprétée par Prada et sa co-star Nandamuri Taraka Rama Rao devient un succès de masse. D'importants réalisateurs de films lui attribuent des rôles et la font tourner dans leurs films. Le cinéaste Vijay Anand l'introduit dans le cinéma kannada, dans son film à succès, de 1977, Sanaadi Appanna (en), aux côtés de l'idole des cinéphiles kannada Rajkumar. Le film est également connu pour être le seul film à présenter une interprétation de shehnai par Bismillah Khan. Jaya Prada renouvelle son duo à succès avec Rajkumar dans des films tels que Huliya Haalina Mevu (en) (1979), Kaviratna Kalidasa (en) (1983) et Shabdavedhi (en) (2000).

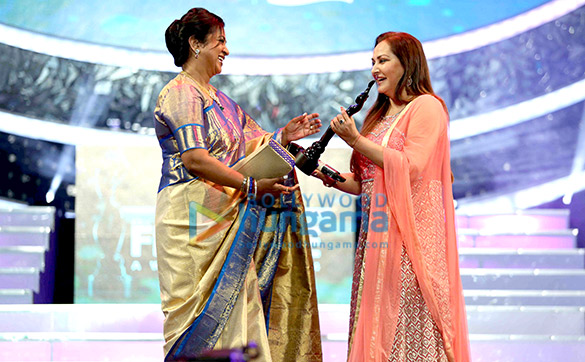
Jaya Prada et l'actrice Raadhika lors de la 62e cérémonie des Filmfare Awards South (26 juin 2015).

En 1979, Kailasam Balachander la reprend dans le film tamoul Ninaithale Inikkum (en) aux côtés de Kamal Haasan et Rajinikanth, dans lequel elle joue une patiente en phase terminale.
Elle continue à jouer dans de nombreux films en télougou avec des acteurs comme NTR, Akkineni Nageswara Rao (en), Krishna, Krishnam Raju (en) et Sobhan Babu (en), dans les années 1970 et 1980. 
Elle joue dans un grand nombre de films avec Krishna comme Ooriki monagadu, Singhasan (1986), Mundadugu (en), Bhale krishnudu, Sri Rajeshwari vilas coffee club, Praja Rajyam Party (en). K. Viswanath (en) fait un remake de Siri Siri Muvva (1976) en hindi sous le titre Sargam (en), introduisant Jaya Prada à Bollywood, en 1979. Le film est un succès et elle y devient une star. Elle obtient sa première nomination au Filmfare en tant que meilleure actrice mais n'a pas pu profiter de son succès car elle ne parlait pas l'hindi.

### Années 1980
En 1981, elle joue dans le film tamoul 47 Natkal (en), acclamé par la critique, et tourne simultanément le film télougou 47 Rojulu du cinéaste Kailasam Balachander, dans lequel Chiranjeevi (en) joue le rôle de son méchant mari bigame. Saagara Sangamam (en), réalisé par K. Vishwanath, avec Kamal Hassan (en), s'avère être une étape importante dans sa carrière, lui valant de nombreuses récompenses dont le Filmfare Award de la meilleure actrice en télougou, en 1983. La même année, après qu'elle a pris des cours d'hindi, le réalisateur K. Viswanath (en) la relance dans des films hindi, avec Kaamchor (en) où elle parle couramment l'hindi pour la première fois. Elle est désormais capable de travailler régulièrement dans des films hindis, et obtient deux autres nominations aux Filmfare en tant que meilleure actrice pour avoir joué la petite amie attachante d'Amitabh Bachchan dans Sharaabi (en) de Prakash Mehra (en) (1984) et pour son double rôle difficile dans Sanjog (en) de K. Vishwanath.
Jaya Prada fait équipe avec succès non seulement avec Amitabh Bachchan et Jeetendra, mais aussi avec sa rivale immédiate à l'écran, Sridevi, avec laquelle elle joue dans une douzaine de films. Leur film télougou Devatha (en) (1982), dans lequel elles jouent des sœurs qui font d'énormes sacrifices l'une pour l'autre, est adapté en film hindi, Tohfa (en) (1984). Ces films font connaître Jaya Prada à la section traditionnelle et conservatrice des cinéphiles, et elle rassemble également un grand nombre de fans féminins. Cette image lui servira lorsqu'elle entamera une nouvelle carrière, en tant que femme politique. En 1985, elle joue dans le film malayalam Iniyum Katha Thudarum, réalisé par Joshiy (en), avec Mammootty, Shalini (en) et Ambika (en). 
Le réalisateur indien Satyajit Ray la décrit comme l'une des plus jolies femmes du monde. Bien qu'elle ait joué dans des films bengalis, elle n'a jamais travaillé pour Ray. Elle a affirmé que Ray l'avait en tête pour un film, mais que sa maladie et sa mort ultérieure ont empêché leur collaboration.